# 와카시오 (열차)
와카시오(일본어: わかしお (若潮))는 일본의 철도 회사 동일본 여객철도가 운영하는 특급 열차이다. 도쿄역과 가즈사이치노미야역, 가쓰우라역, 아와카모가와역 사이를 게이요선과 소토보선을 거쳐 잇는다. "와카시오"는 일본어로, 조금에서 사리로 향하면서 조수 간만의 차가 커질 때의 조수를 가리킨다.
1972년 7월 15일 소부 쾌속선이 도쿄역까지 연장되고, 보소토 선 (지금의 소토보선)의 소가역과 아와카모가와역을 잇는 구간의 전철화가 완성되자 도쿄역과 아와카모가와 역을 잇는 특급 열차로서 하행 6편, 상행 5편씩 운행을 개시했다. 같은 해 10월에는 L특급 중 하나가 되었다. 1982년 11월에는 기존에 소토보 선을 달리던 급행 열차들을 모두 특급 와카시오로 대체했으며, 1991년 3월에 도쿄에서 소부 본선을 타고 나리타 공항역까지 운행하는 특급 《나리타 익스프레스》의 운행이 개시되자 경로를 게이요선의 도쿄역에서 출발하도록 바꾸었다. 이 시기에 "홈타운 와카시오", "뷰 와카시오", "오하요 와카시오" 등 다양한 변형 종별이 운행되었는데, 2005년 12월에 다시 "와카시오"로 일원화했다.

## 운행
하행선은 홀수 호번을, 상행선은 짝수 호번을 붙여 운행한다. 1호와 2호, 4호를 제외하고 약 1시간 간격으로 운행하고 있으며, 1호를 제외한 모든 하행 열차는 매시 00분에 도쿄역을 출발하도록 시간표가 맞추어져 있다. 도쿄역에서 소가역까지는 33분, 모바라역까지는 56분, 가즈사이치노미야역까지는 1시간 2분, 가쓰우라역까지는 1시간 27분, 아와카모가와역까지는 1시간 55분이 걸린다.
하행 1호, 7호, 19호, 23호, 27호와 상행 8호, 10호, 18호, 30호는 가쓰우라 역과 아와카모가와 역 사이를 보통 열차 등급으로 운행하며, 모든 역에 정차한다. 이 구간에서는 별도의 특급 요금을 받지 않는다.
한편, 토요일과 공휴일에는 신주쿠역을 출발하는 《신주쿠와카시오》 호가 운행된다. 주오 본선과 소부 본선을 경유해 운행하며, 신주쿠발 열차는 우치보선 후토미역까지 연장 운행하기도 한다.

### 정차역
정규 운행 시점을 기준으로 한다. ( ) 안은 일부 열차만 정차하는 역이다.
- 도쿄역 - (가이힌마쿠하리역) - 소가역 - (도케역) - 오아미역 - 모바라역 - 가즈사이치노미야역 - 오하라역 - (온주쿠역) - 가쓰우라역 - (가즈사오키쓰역) - 아와코미나토역 - 아와카모가와역

신주쿠와카시오의 정차역은 아래와 같다.
- 신주쿠역 - 아키하바라역 - 긴시초역 - 후나바시역 - 지바역 - 소가역 - 모바라역 - 가즈사이치노미야역 - 오하라역 - 온주쿠역 - 가쓰우라역 - 우바라역 - 가즈사오키쓰역 - 아와코미나토역 - 아와아마쓰역 - 아와카모가와역 - 후토미역

## 사용 차량
마쿠하리 차량 센터에 소속되어 있는 동일본 여객철도 E257계 전동차 500번대의 5량·10량 편성과 동일본 여객철도 255계 전동차의 9량 편성을 사용하고 있다. "보소 뷰 익스프레스"라는 별명을 가지고 있는 255계는 1993년부터 운행을 시작했으며, E257계는 2004년부터 운행을 시작했다. E257계 차량에는 특실 "그린샤"가 없다.

## 같이 보기
- 사자나미 (열차) - 우치보선을 경유하는 열차.